# Cesare Cases
Cesare Cases (Milano, 24 marzo 1920 – Firenze, 27 luglio 2005) è stato un germanista, traduttore e critico letterario italiano.

## Biografia
(Intervista di A.Gnoli su La Repubblica)
Nato a Milano in una benestante famiglia ebraica, frequenta il prestigioso Liceo Parini fino al 1938 quando viene espulso, dopo la seconda liceale, in seguito alle leggi razziali fasciste. Completa l’ultimo anno di corso presso la scuola ebraica di Via Eupili acquisendo  da privatista la maturità, al Liceo Manzoni, nel 1939. Della sua esperienza liceale e del rapporto conflittuale di gara quale “primo della classe” con il compagno Arnaldo Ceccherini racconta ironicamente in un saggio (Cosa fai in giro) pubblicato sulla rivista Il Ponte nel 1978. Si rifugiò poi in Svizzera, dove poi s'iscrisse all'Università di Losanna per studiare Chimica, che però abbandonò nel 1943 per seguire i corsi di filologia e letteratura all'Università di Zurigo. Tornato a Milano al termine della guerra, vi concluse gli studi nel 1946, laureandosi in Estetica con una tesi su Ernst Jünger, avendo come relatori Antonio Banfi ed Enzo Paci.
Tra le diverse attività nel campo della letteratura e della critica letteraria, ha lavorato per la casa editrice Einaudi come traduttore e curatore delle opere di autori tedeschi quali Thomas Mann, Robert Musil, Bertolt Brecht, Friedrich Dürrenmatt, Karl Kraus ed è stato docente di Letteratura tedesca all'Università degli Studi di Cagliari, con Ernesto de Martino. Ha insegnato, inoltre, presso l'Università degli Studi di Pavia e l'Università degli Studi di Torino. All'interno di quest'ultima gli è stata dedicata, in seguito alla morte, una delle aule più importanti afferenti al Dipartimento di Lingue e Letterature Straniere: l'aula 34.

## Opere
- Cesare Cases, Marxismo e neopositivismo, Torino: Einaudi, 1958.
- Cesare Cases, Saggi e note di letteratura tedesca, Torino: Einaudi, 1963; a cura di Fabrizio Cambi, Trento: Università degli studi, 2002.
- Cesare Cases, La croce di Hegel e le perle di Plebe, Firenze: Olschki, 1972. Tratto da "Belfagor", A. 27, fasc. 6 (30 nov. 1972).
- Cesare Cases, Patrie lettere, Padova: Liviana, 1974; Torino: Einaudi, 1987.
- Cesare Cases e Claudio Magris, L'anarchico al bivio. Intellettuale e politica nel teatro di Dorst, Torino: Einaudi, 1974.
- Thomas Mann. Una biografia per immagini, saggio critico biografico di Cesare Cases e presentazione di Golo Mann, Pordenone: Studio Tesi, 1982.
- Cesare Cases, Su Lukács. Vicende di un'interpretazione, Torino: Einaudi, 1985.
- Cesare Cases, Il testimone secondario. Saggi e interventi sulla cultura del Novecento, Collana Saggi n.683, Torino, Einaudi, 1985.
- Cesare Cases, Il boom di Roscellino. Satire e polemiche, Torino: Einaudi, 1990.
- Cesare Cases, La fredda impronta della forma. Arte, fisica e metafisica nell'opera di Ernst Jünger, a cura di H. Dorowin, Firenze, La nuova Italia, 1997
- Cesare Cases, Confessioni di un ottuagenario, Roma: Donzelli, 2000.
- Cesare Cases e Sebastiano Timpanaro, Un lapsus di Marx. Carteggio 1956-1990, a cura di Luca Baranelli, Pisa: Edizioni della Normale, 2005.
- Intervista a Cesare Cases, a cura di Luigi Forte, Alessandria: Edizioni dell'orso, 2006.
- Cesare Cases, Laboratorio Faust. Saggi e commenti, a cura di Roberto Venuti e Michele Sisto, Macerata, Quodlibet 2019.
- Cesare, Cases, Cosa fai in giro? Edizioni dell'Asino, 2019.